# Kaple Narození svatého Jana Křtitele (Kamýk)
Kaple Narození sv. Jana Křtitele nad Kamýkem je kaple v lese na jiihozápadním úbočí vrchu Plešivec poblíž obce Kamýk v okrese Litoměřice v Ústeckém kraji. Součástí památkově chráněného areálu je také torzo původní venkovní kazatelny.

## Historie

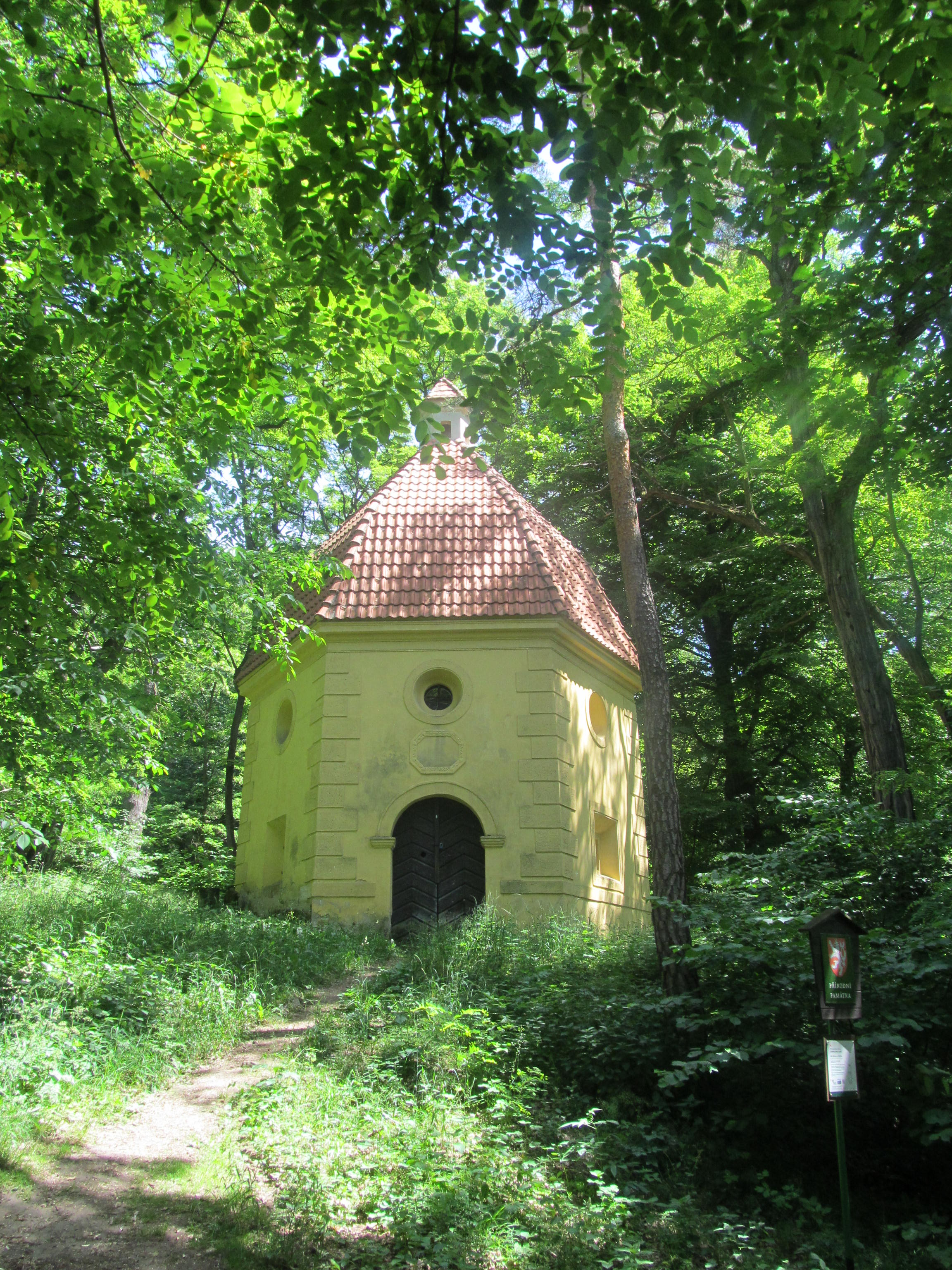
Vchod do kaple

Původní kaple, která v těchto místech vznikla údajně roku 1551 byla dvojlodní, a v této kapli měl být pohřben Vilém Kamýcký z Kamýka, jehož náhrobek se nachází v kostele sv. Mikuláše ve Velkých Žernosekách. Tato původní kaple byla těžce poškozena v průběhu třicetileté války při tažení Švédů v roce 1640.
Současnou, šestibokou centrální stavbu, nechala roku 1660 vystavět Sylvie Kateřina markraběnka bádenská, pocházející z italského rodu Carretto-Millesimů, která byla majitelkou panství Lovosice-Kamýk. Proto také z Lovosic vycházely pravidelné poutě, zahajované bohoslužbou v lovosickém farním kostele o šesté hodině ranní. Pouti do plešivecké kaple Narození sv. Jana Křtitele byly oblíbené a kaple při poutích údajně nepostačovala návalu poutníků. Poutníci tedy naslouchali kázání z venkovní kazatelny, umístěné u severozápadního rohu stavby.
V roce 1777 prošla kaple opravou. Poutě do těchto míst přežily i josefínské reformy a rozdělení panství mezi dva majitele. Za pozoruhodné lze považovat i to, že se při poutích i v převážně německy mluvícím okolí udržovala tradice dvojjazyčných kázání hluboko do 19. století. Bylo to však způsobeno i tím, že v Lovosicích, na levém břehu Labe, zůstala vždy česká většina, zatímco pravý břeh Labe byl naopak téměř výhradně německy mluvící.
Poutě ustaly po vzniku nové státní hranice v roce 1938. Po II. světové válce nebyly ve významném rozsahu obnoveny až do roku 1989. Kaple postupně pustla a zcela byla zničena venkovní kazatelna, ze které zůstal stát šestiboký čedičový sloup. Kolem tohoto sloupu jsou rozsety další sporadické zbytky kazatelny. Objekt se dočkal opravy po roce 1990 zásluhou litoměřického městského děkana Karla Havelky, který také obnovil pouti v blízkosti slavnosti Narození sv. Jana Křtitele (24. června), které přetrvávají. Ke kapli vede na začátku 21. století obecní naučná stezka.

## Architektura
Autor projektu kaple není znám, avšak kaple nese italské architektonické prvky. Kaple je půdorysu pravidelného šestihranu s dvěma pořadími oken, přičemž spodní okna jsou pravoúhlá a horní kulatá.
Stavba má vysokou kupolovou střechou s lucernou. Nároží jsou armována v omítce. Uvnitř je patrná šestidílná kupole a pozdně barokní oltář, původně se dvěma sochami. Zevně na severním nároží kaple se nachází fragmenty kamenné kazatelny původně polygonálního půdorysu se čtyřmi reliéfními znaky renesančních a barokních tvarů opatřené letopočtem 1660 a 1777. Po opravě kaple v 90. letech 20. století byl na oltář umístěn oltářní obraz sv. Jana Křtitele od litoměřického malíře Arnolda Richtera († 2011).

## Zasvěcení kaple
Zasvěcení kaple tajemství Narození sv. Jana Křtitele, namísto prostého označení kaple sv. Jana Křtitele, specifikuje katalog litoměřické diecéze. Hypotézou pro zasvěcení Narození sv. Jana Křtitele může být, že v období josefinismu, kdy se kaple opravovala, bylo populární spíše než jednotlivým světcům, zasvěcovat sakrální stavby tajemstvím ze života Krista a svatých.